# Рогозин, Владимир Алексеевич
Влади́мир Алексе́евич Рого́зин (2 марта 1925 года, Вологодская губерния — 9 апреля 1944 года, Станиславская область, УССР) — младший сержант Рабоче-крестьянской Красной Армии, участник Великой Отечественной войны, Герой Советского Союза (1944).

## Биография
Родился 2 марта 1925 года в деревне Надпорожье Вологодской губернии. После окончания ремесленного училища работал слесарем на Ижорском заводе.
В 1943 году призван на службу в Рабоче-крестьянскую Красную Армию. С февраля того же года — на фронтах Великой Отечественной войны. В боях был ранен.
К марту 1944 года младший сержант В. А. Рогозин был заместителем командира отделения 1161-го стрелкового полка 351-й стрелковой дивизии 1-й танковой армии 1-го Украинского фронта. Отличился во время освобождения Ивано-Франковской области Украинской ССР. В марте 1944 года его отделение переправилось через Днестр в районе села Незвиско и приняло активное участие в боях за захват и удержание плацдарма на его западном берегу. Во время последующего наступления отделение в составе батальона освободило село Рошнев.
6 апреля 1944 года, оказавшись в венгерском окружении, батальон держал круговую оборону. В. А. Рогозин принял активное участие в отражении 23 вражеских контратак. 9 апреля 1944 года, израсходовав боеприпасы, собирал их на поле боя и продолжал отбивать контратаки. В тот же день застрелен снайпером. Первоначально был похоронен в селе Палагичи, позднее перезахоронен в городском парке Тлумача.
Указом Президиума Верховного Совета СССР от 23 сентября 1944 года за «образцовое выполнение боевых заданий командования на фронтах борьбы с немецкими захватчиками, проявленные при этом геройство и отвагу» младший сержант Владимир Рогозин посмертно удостоен звания Героя Советского Союза. Также был награждён орденом Ленина и медалью.
В его честь названа улица в Вожеге.